# Neil Robertson
Neil Robertson (født 11. februar 1982 i Melbourne) er en australsk professionel snookerspiller. Han er den første australske spiller som har vundet en rangeringsturnering og vandt VM i snooker i 2010.

## Karriere
Robertson blev professionel i 1998 og vandt i 2003 verdensmesterskabet for spillere under 21 år. I løbet af sæsonen 2005/2006 kom han til fire kvartfinaler, blandt andet i verdensmesterskabet hvor han tabte 13-12 til den kommende mester Graeme Dott. I løbet af sæsonen formåede han for første gang ind i top seksten på verdensranglisten og var for sæsonen 2006/2007 rangeret som nummer tretten. Efter dette har han holdt sig i top 16 og sprunget til førstepladsen i efteråret 2010.
Efter de indledende runder i Grand Prix mødte Robertson Ronnie O'Sullivan i kvartfinalen, en kamp han vandt overbevisende 5-1. Han mødte derefter Alan McManus som han slog 6-2 og var således klar til sin første finale i en rangeringsturnering. Her mødte han en anden finaledebutant i Jamie Cope som han slog komfortabelt 9-5 og vandt således sin første rangeringsturnering.
I de to følgende turneringer røg Robertson ud tidligt, men han var tilbage i form til Welsh Open. Efter sejre over Stephen Hendry, Ronnie O'Sullivan og Steve Davis mødte han, meget overraskende, Andrew Higginson i finalen. Higginson blev omtalt som den mest overraskende finalist gennem tiderne og Robertson gik hurtigt op i en 6-2-føring. Higginson tog derefter seks partier i streg, før Robertson tog de tre sidste partier for at sikre sig sejren med mindst mulig margin. Han blev dermed den første spiller i flere år som har vundet to rangeringssejre i samme sæson og er rangeret som nummer syv på verdensranglisten for sæsonen 2007/2008.
For sæsonen 2008/2009 er han rangeret som nummer ti. Han vandt sin tredje sejr i karrieren da han slog Matthew Stevens 9-7 i finalen ved Bahrain Championship i november 2008.
Han vandt VM i snooker i 2010 efter at have besejret Graeme Dott 18-13 i finalen. I efteråret 2010 vandt han sin sjette rangeringsturnering, World Open, efter at have besejret Ronnie O'Sullivan 5-1 i finalen. Samtidig sprang han til førstepladsen på verdensranglisten og blev dermed den ottende spiller som har været rangeret som nummer ét.
Robertson har 3 maximum breaks (147) i karrieren.
Robertson vandt UK Championship mod Mark Selby i 2013 med 10-7. I første session var han et godt stykke bagud, men i anden session kom han stærkt tilbage og da Selby brændte sin chance i 16. parti, kørte Robertson sejren sikkert hjem.